# Iuó
Iuó (em iorubá Iwo je  [Iwoyê]) é uma cidade localizada no estado de Oxum na Nigéria. Antigamente, era uma parte do estado de Oió. Situa-se entre Ibadã a capital do estado de Oió (em  2005), e Oxobô, a capital do estado de Oxum. Foi exatamente dessa localidade que vieram boa parte dos negros que participaram do maior levante de escravos no Brasil, ocorrido em 25 de janeiro de 1835 na capital da Bahia.

## Povo
Em 2007, a população estimada da cidade de Iuó é 275.332. As pessoas são primariamente de ascendência iorubá, e são predominantemente muçulmanos.
A principal atividade econômica das vilas é a agricultura com as principais culturas sendo cacau, inhames, milho, mandioca e óleo de palma, porém as têxteis são uma importante actividade económica também.